# Robert W. Edgar

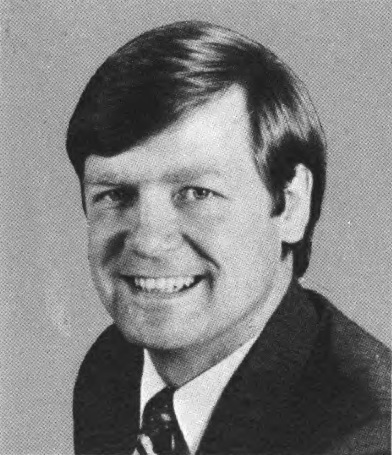
Robert W. Edgar (1985)

Robert William „Bob“ Edgar (* 29. Mai 1943 in Philadelphia, Pennsylvania; † 23. April 2013 in Annandale, Virginia) war ein US-amerikanischer Politiker. Zwischen 1975 und 1987 vertrat er den Bundesstaat Pennsylvania im US-Repräsentantenhaus.

## Werdegang
Robert Edgar besuchte die öffentlichen Schulen in Springfield und danach bis 1965 das Lycoming College in Williamsport. Daran schloss sich bis 1968 ein Theologiestudium an der Drew University in New Jersey an. Im gleichen Jahr wurde er zum Geistlichen der United Methodist Church ordiniert. Von 1971 bis 1974 war er Kaplan an der Drexel University in Philadelphia.
Politisch schloss sich Edgar der Demokratischen Partei an. Bei den Kongresswahlen des Jahres 1974 wurde er im siebten Wahlbezirk von Pennsylvania in das US-Repräsentantenhaus in Washington, D.C. gewählt, wo er am 3. Januar 1975 die Nachfolge des Republikaners Lawrence G. Williams antrat. Nach fünf Wiederwahlen konnte er bis zum 3. Januar 1987 sechs Legislaturperioden im Kongress absolvieren.
Im Jahr 1986 verzichtete Edgar zu Gunsten einer Kandidatur für den US-Senat auf eine mögliche Wiederwahl in das Repräsentantenhaus, doch er unterlag dem republikanischen Amtsinhaber Arlen Specter deutlich. Zwischen 1990 und 2000 leitete er die Claremont School of Theology in Kalifornien. Danach war er Generalsekretär des National Council of the Churches of Christ in den Vereinigten Staaten. Anschließend fungierte er als CEO der Nichtregierungsorganisation Common Cause. Robert Edgar starb am 23. April 2013 an den Folgen eines Herzanfalls.